# D-mark
 Denne artikel bør gennemlæses af en person med fagkendskab for at sikre den faglige korrekthed.

D-Marken eller den Deutsche Mark (forkortet DM eller DEM) var en møntenhed i Tyskland, der blev indført i 1948 i den vestlige besættelseszone som afløser for den værdiløse Reichsmark.
D-marken blev i 2002 udskiftet med euroen. En euro blev sat til 1,95583 DEM under ombytningen.

## Baggrund
Fra 1948 og frem til genforeningen med DDR var D-marken Europas mest stabile valuta. Garanten for denne stabilitet var Bundesbank, som den amerikanske besættelsesmagt gav tilnærmet autonomi, da Vesttyskland blev oprettet efter krigen. Politikerne skulle ikke blandes ind i pengepolitikken. For Bundesbank fremstod det derfor nærmest som et kup, da Helmut Kohl tillagde Ostmark samme værdi som DM, med vekselkursen 1 : 1. Baggrunden for Bundesbanks autoritet var de problemer, som Tyskland have kæmpet med i første halvdel af det 20. århundere; ikke kun hyperinflationen i 1923, men også udviklingen efter 1936, hvor nazi-regimet pålagde tyskerne store kapitalrestriktioner og tiltagende rationering og priskontrol. Pengemængden voksede, men der var ikke meget at få købt for de penge. I 1948 forstod amerikanerne, at tysk økonomisk stabilitet var truet af denne kolossale pengemængde. Som en modvægt blev DM indført, men folk opdagede, at mere end 90 % af deres sparepenge forsvandt i den proces. Konrad Adenauer og finansminister Ludwig Erhard lovede, at sådan noget skulle tyskerne ikke igen udsættes for. Det samme lovede Helmut Kohl og Gerhard Schröder ved euroens indføring, og fik stabilitetspagten ind som en del af Maastricht-traktaten. Men få af løfterne blev overholdt.

## Eksterne links
- Historiske Sedler fra Tyskland (på tysk)

- Wikimedia Commons har flere filer relateret til D-mark

| Artikelstump | Spire Denne artikel om penge eller valuta er en spire som bør udbygges. Du er velkommen til at hjælpe Wikipedia ved at udvide den. |